# Ścigacze okrętów podwodnych projektu 912M
Ścigacze okrętów podwodnych projektu 912M – seria polskich 8 ścigaczy okrętów podwodnych z okresu po II wojnie światowej, wersja pochodna okrętów patrolowych projektu 912. Określano je też jako typ Groźny od pierwszego okrętu, a w kodzie NATO były oznaczone jako 'Obluze Mod.'. Zbudowano je na początku lat 70. XX wieku w Stoczni Marynarki Wojennej w Gdyni, służyły w Marynarce Wojennej do 2004 roku.

## Historia
W związku ze starzeniem się dużych ścigaczy okrętów podwodnych proj. 122bis ('Kronstadt'), Marynarka Wojenna planowała wymienić je na nowe jednostki do zwalczania okrętów podwodnych. Początkowo – od końca lat 50. planowano budowę małych fregat (de facto korwet), następnie w latach 60. – budowę dużych ścigaczy o silnym uzbrojeniu, w kierowane torpedy ZOP i wyrzutnie rakietowych bomb głębinowych. Plany te jednak były zbyt ambitne i mimo prac projektowych, nie doprowadziły w ówczesnych warunkach ekonomiczno-politycznych do budowy żadnych większych jednostek (systemy uzbrojenia i wyposażenia musiałyby być sprowadzane z ZSRR). Dlatego ostatecznie, jako rozwiązanie tymczasowe, zdecydowano zaadaptować konstrukcję opracowanego wcześniej okrętu patrolowego projektu 912  do stworzenia ścigacza okrętów podwodnych projekt 912M.

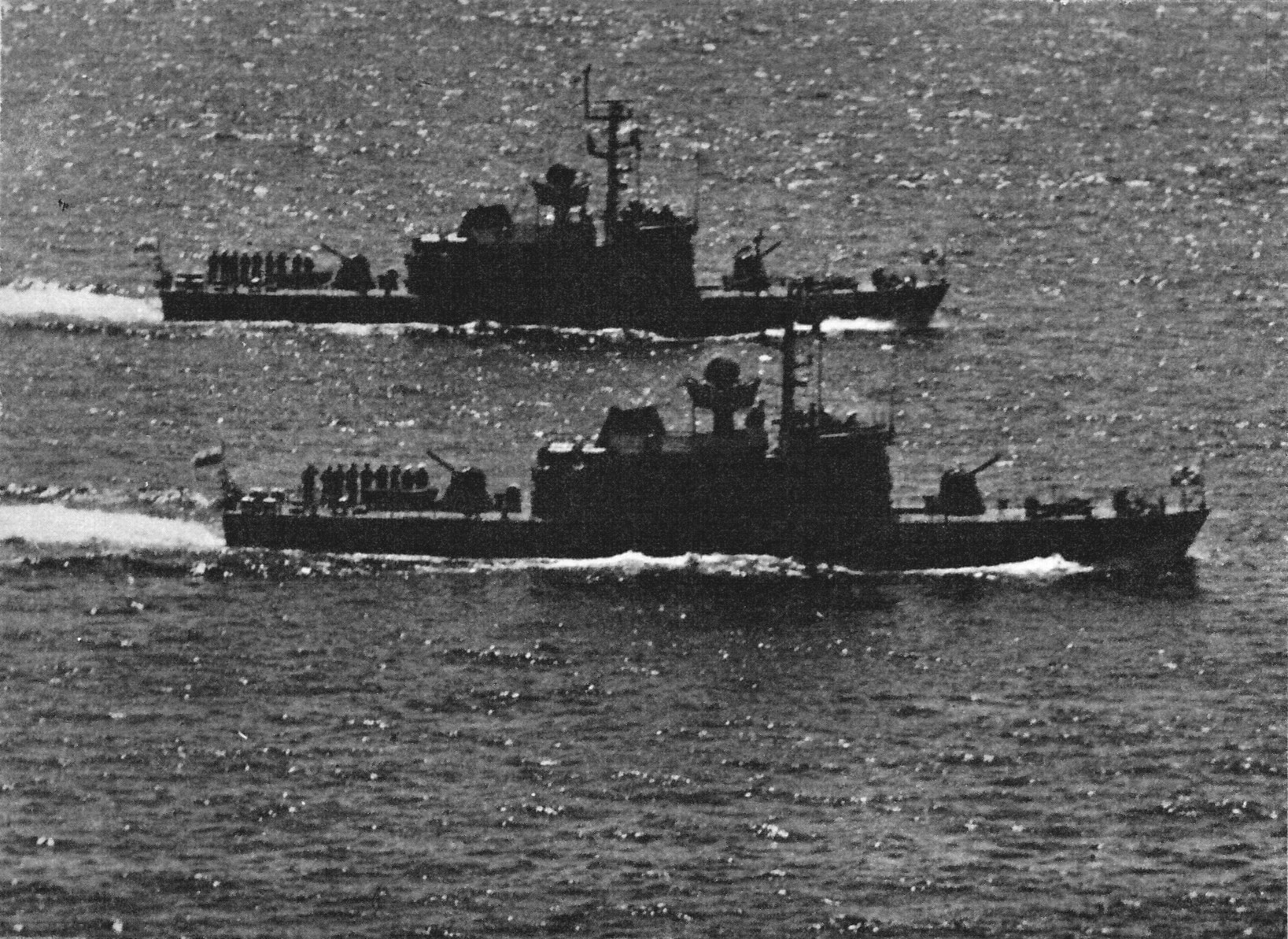
Dwa polskie ścigacze okrętów podwodnych proj. 912M

Projekt opracowano w CKBO-2 w Gdyni. Mimo początkowych planów poważnego przekonstruowania okrętów, zmiany w konstrukcji miały charakter kompromisowy i nie były duże. Główną zmianą stała się zmiana kształtu nadbudówki, polepszająca nieco kąt ostrzału dziobowej armaty (przednia jej ściana stała się prosta i lekko nachylona). Przeprojektowano nieco pomieszczenia i ciągi komunikacyjne. Jedyną zmianą istotniej wpływającą na możliwości bojowe było dodanie radaru kierowania ogniem artylerii MR-104 (planowano wyposażenie w te radary także okrętów patrolowych, które jednak ich ostatecznie nie otrzymały). Radar ten, na niskim maszcie pośrodku długości okrętów, pozwalał na szybkie odróżnienie obu typów. W kodzie NATO bazowy projekt 912 był oznaczony jako  'Obluze' (Obłuże), a projekt 912M jako 'Obluze Mod.' (Obłuże zmodyfikowany).
Z przyczyn ekonomicznych ścigacze okrętów podwodnych proj. 912M pozostały podstawowymi okrętami ZOP polskiej Marynarki Wojennej przez kolejne 30 lat, uzupełnionymi w latach 80. tylko przez jedną korwetę projektu 620 i przybrzeżne kutry ZOP proj. 918. Miały one jednak bardzo ograniczone możliwości w zakresie zwalczania okrętów podwodnych, dysponując jedynie 12 – maksymalnie 24 grawitacyjnymi bombami głębinowymi i przestarzałą stację hydrolokacyjną MG-11M / Tamir-11M (wywodzącą się z końca lat 40.). Były przy tym jednymi z ostatnich budowanych na świecie ścigaczy okrętów podwodnych – w tym okresie większość krajów budowała już większe i skuteczniejsze korwety, uzbrojone w torpedy kierowane i wyrzutnie rakietowych bomb głębinowych i klasyczne ścigacze okrętów podwodnych były już w zasadzie przestarzałe w momencie wejścia do służby. Niektórzy autorzy określają je jako "najbardziej kontrowersyjne jednostki w powojennej (do 1995) historii Marynarki Wojennej".
Budowę serii 8 okrętów rozpoczęto w 1969.
| Nazwa     | znak burtowy | położenie stępki | wodowanie    | podniesienie bandery | wycofanie    |
| --------- | ------------ | ---------------- | ------------ | -------------------- | ------------ |
| Groźny    | 351          | 03. 02. 1969     | 15. 04. 1969 | 08. 02. 1970         | 06. 07. 2004 |
| Wytrwały  | 352          | 03. 01. 1969     | 12. 06. 1969 | 08. 02. 1970         | 06. 07. 2004 |
| Zręczny   | 353          | 15. 12. 1969     | 15. 04. 1970 | 30. 12. 1970         | 06. 07. 2004 |
| Zwinny    | 354          | 11. 04. 1970     | 12. 06. 1970 | 30. 12. 1970         | 06. 07. 2004 |
| Zwrotny   | 355          | 29. 06. 1970     | 21. 01. 1971 | 04. 07. 1971         | 10. 10. 2003 |
| Zawzięty  | 356          | 20. 10. 1970     | 05. 05. 1971 | 10. 10. 1971         | 06. 07. 2004 |
| Nieugięty | 357          | 28. 07. 1971     | 20. 12. 1971 | 07. 07. 1972         | 10. 10. 2003 |
| Czujny    | 358          | 05. 11. 1971     | 25. 03. 1972 | 30. 09. 1972         | 06. 07. 2004 |

## Służba
Okręty weszły do służby w latach 1970-1972, zastępując ścigacze proj. 122bis w 11. Dywizjonie Ścigaczy 9 Flotylli Obrony Wybrzeża w Helu. Podczas swojej służby, ścigacze projektu 912M przepłynęły łącznie ponad 600.000 mil morskich, spędzając w morzu 6500 dni i ok. 3000 razy prowadząc ćwiczebne ataki bombami głębinowymi. W czerwcu 1975 roku sześć okrętów proj. 912M uczestniczyło w ćwiczeniach o kryptonimie Posejdon-75. W dniach 4–26 maja 1983 roku sześć okrętów proj. 912M wzięło udział w wielkich ćwiczeniach sił Marynarki Wojennej o kryptonimie Reda-83.
Dwa pierwsze okręty wycofano 10 października 2003, a pozostałe sześć – 6 lipca 2004.

## Krytyka
Jarosław Ciślak, autor książki „Polska Marynarka Wojenna 1995” napisał tak: „[…] W ten sposób PMW otrzymała osiem, chyba najbardziej kontrowersyjnych okrętów w swojej powojennej historii. Już z chwilą wcielenia były tylko okrętami patrolowymi, a na wyrost nazwano je dużymi ścigaczami okrętów podwodnych (uwaga: właściwie okręty sklasyfikowano jako „okręt zwalczania okrętów podwodnych – mały”) i obarczono taką rolą.”. Trudno nie zgodzić się w powyższym cytatem. Okręt wyposażony w przestarzałą stację hydroakustyczną i uzbrojony w grawitacyjne bomby głębinowe mógł wykonywać zadania  poszukiwania i atakowania okrętów podwodnych tylko w ograniczonym zakresie. Warto zwrócić uwagę, że doskonale wiedziano o tym już na etapie adaptacji projektu i w przeznaczeniu napisano m.in.: „grupowe poszukiwanie i zwalczanie okrętów podwodnych”. Zatem, okręty miały działać w grupach po cztery, co zwiększało szanse na znalezienie i utrzymanie kontaktu z zanurzonym okrętem podwodnym i atakowanie go z naprowadzania. Co więcej, należy podkreślić, że powyższe zadanie nie było zapisane jako pierwsze, lecz jako drugie. Pierwszym było „pełnienie służby dozorowej na wodach terytorialnych” i właśnie to głównie realizowały polskie ścigacze, będąc „wołami roboczymi” polskiej floty i pozostając w cieniu jednostek uderzeniowych.
W rzeczywistości jednostki te miały przesłużyć jako okręty ZOP tylko półtorej dekady, do czasu wcielenie nowych dozorowców. Fiasko programu, w ramach którego zbudowano jedynie ORP "Kaszub" skłoniło decydentów do utrzymywania ścigaczy jako trzon sił ZOP niemal trzy razy dłużej niż to pierwotnie zakładano. 

## Dane taktyczno-techniczne
- uzbrojenie:
  - dwie podwójne armaty AK-230 kalibru 30 mm (2xII), 2000 nabojów
  - 12 bomb głębinowych B-1, zrzucanych z dwóch podpokładowych zrzutni i 12 dodatkowych bomb zrzucanych ze zrzutni na pokładzie głównym.
  - 4 miny morskie AMD-1000 lub dalsze 6 bomb głębinowych mocowanych do 2 torów minowych